# Elvira Bach
Elvira Bach (* 22. Juni 1951 in Neuenhain) ist eine deutsche Künstlerin, die in den 1980er Jahren als eine Vertreterin der Neuen Wilden bezeichnet wurde.

## Leben
Elvira Bach erlebte mit ihrer Zwillingsschwester Ingrid Kindheit und Jugend in ländlicher Umgebung. In einer Anthologie schilderte Elvira Bach 1995 ihre Erinnerungen an Kindheit und Jugend. Ihr Sohn ist der Basketballer Maodo Lô.

## Wirken
Von 1967 bis 1970 studierte sie an der Staatlichen Glasfachschule in Hadamar. Danach zog sie nach Berlin und studierte von 1972 bis 1979 an der Hochschule der Künste Berlin Malerei, zuletzt als Meisterschülerin des informellen Malers Hann Trier; zeitgleich mit Rainer Fetting, Salomé und Helmut Middendorf, die bei Karl Horst Hödicke studierten. Während des Studiums arbeitete sie an der Berliner Schaubühne, damals unter Leitung von Peter Stein, als Requisiteurin, Souffleuse und Foyerdame. Ein Stipendium führte Elvira Bach in die Dominikanische Republik. 1982 wurde sie zur documenta 7 in Kassel eingeladen. Dies war ihr Durchbruch, nationale und internationale Ausstellungen folgten.
Feeling Hot von Elvira Bach (1983) aus dem Bestand der Staatsgalerie Stuttgart

Link zum Bild

Ihre neoexpressionistischen Frauenbildnisse spiegeln die Themen ihres eigenen Lebens. Die Ähnlichkeit der Bilder mit ihrer eigenen Person sind unverkennbar. Die Werke der frühen 1980er Jahre drehten sich größtenteils um das Thema „Ich“ (Nachteule, Sophisticated Lady, Immer Ich). Nach Heirat, Geburt der Söhne und Rückzug ins häusliche Privatleben spiegelt sich in ihren Werken verstärkt ihr familiäres Umfeld (Kinder, Küche, Kunst). Bis heute ist sie ihrem Malstil treu geblieben. Ihre Werke befinden sich in öffentlichen Sammlungen und Museen. Neben der Malerei arbeitet Elvira Bach auch an Bronzeskulpturen, Keramiken und Muranoglas-Plastiken.

## Ausstellungen (Auswahl)
- 1979: Badewannenbilder, SO 36, Berlin
- 1982: documenta 7, Kassel
- 1988: Refigured Painting – The German Image 1969–1988, Guggenheim Museum, New York
- 1990/1991: Mannheimer Kunstverein, Mannheim und Kunsthalle Wilhelmshaven, Wilhelmshaven und Neue Galerie Graz
- 1999: Haus am Lützowplatz Berlin
- 2001: Bayrisches Landesmuseum im Kloster Asbach
- 2002: Kunsthalle Dominikanerkirche, Osnabrück
- 2004: Kunstverein Salzgitter
- 2006: Kronacher Kunstverein e. V., auf der Festung Rosenberg
- 2006: Haus am Lützowplatz, Berlin
- 2007: Galerie Noah, Augsburg
- 2009: Stadtgalerie Bad Soden im Taunus; influences africaines, Frauenmuseum Bonn
- 2010: Museum Europäischer Kunst (NRW), Schloss Nörvenich bei Köln
- 2011: Galerie Jaeschke, Braunschweig
- 2012: Galerie Anne Moerchen, Hamburg[3]
- 2013: Galerie Art350, Istanbul
- 2013: Historisches Rathaus, Limburg an der Lahn
- 2015: Museum für zeitgenössische Kunst – Diether Kunerth, Ottobeuren
- 2020: Museum Bensheim, Bensheim[4]
- 2021: „70 Jahre Elvira Bach“, Bode Galerie & Edition, Nürnberg[5]
- 2023: „Meine Schwester und ich“ (gemeinsam mit ihrer Zwillingsschwester Ingrid Honneth), Galerie Barbara von Stechow, Frankfurt am Main[6]
- 2023: „Elvira Bach“ (Retrospektive), Ernst Barlach Museum Wedel[7]
- 2023: Kunstsammlungen der Stadt Limburg

## Öffentliche Sammlungen

### Deutschland
- Kunstmuseum Walter, Augsburg
- Städtische Galerie Wolfsburg, Wolfsburg
- Sammlung Alison & Peter W. Klein, Eberdingen-Nussdorf
- Projekt „Column Painting“ (1995): Bemalung der tragenden Säulen der U-Bahn-Station Markthalle/Landtag der Stadtbahn Hannover mit weiblichen Motiven.
- Landgericht Fulda: Bilderzyklus an der Foyerwand vor den Sitzungssälen

### Kanada
- Vancouver Art Gallery, Vancouver

### Österreich
- Museum Liaunig, Neuhaus

### Vereinigte Staaten von Amerika
- Museum of Modern Art, New York City